# Louis Joseph Delaporte
Pour les articles homonymes, voir Louis Delaporte (homme politique) et Louis Delaporte.
Louis Joseph Delaporte, né à Saint-Hilaire-du-Harcouët le 22 octobre 1874 et mort en déportation à Wohlau en Allemagne le 24 février 1944, est un archéologue orientaliste français, spécialiste de la civilisation hittite.

## Biographie

### Formation
Louis Joseph Delaporte étudie les mathématiques puis, à partir de 1901, l'assyrien et le syriaque à l'École pratique des hautes études. Il suit aussi des cours à l'École du Louvre et à l'Institut catholique de Paris.
Docteur en philosophie (1903), il obtient le diplôme de l’École du Louvre (1904) et celui des hautes études (1910).

### Carrière
En 1909, il publie les catalogues des cylindres orientaux du musée Guimet, de la Bibliothèque nationale (1910) et du Louvre (1920-1923). Il devient professeur à l'Institut catholique de Paris en 1921 et, en 1930, fonde la Société des études hittites et asianiques et la Revue hittite et asianique.
De 1933 à 1939, il mène d'importantes fouilles à Arslantepe près de Malatya en Turquie avec, notamment, la découverte d'une passage monumental orné de deux lions gardiens, situé entre deux cours d'un palais dont les murs présentent des frises animalières et des scènes de libation.

### Mort
Résistant, il meurt en déportation, en 1944 au camp de Wohlau.
Il est déclaré « mort pour la France ».

## Travaux
- La Glyptique de l'Assyrie, 1910
- Épigraphes araméens, 1912
- Fouilles et missions, 1920
- Inventaire des tablettes de Tello, Vol.4, 1923
- La Mésopotamie, les civilisations babylonienne et assyrienne, 1923
- Les Hittites, 1936
- Manuel de langue hittite, 4 vol., 1929-1933
- Pour lire le hittite cunéiforme, 1934
- Les Peuples de l'Orient méditerranéen, 1938
- L'Iran antique, 1943

## Distinctions
- Chevalier de la Légion d'honneur (1935)